# Stanislav Kočar
Stanislav "Tone" Kočar, slovenski nogometaš in partizan, * 26. maj 1920, Škofja Loka, † 24. marec 1945, Ravnica, Nova Gorica.

## Življenjepis
Nekaj časa je hodil v osnovno šolo v Škofji Loki, kasneje v Stražišču. Zaposlil se je v tekstilni tovarni. Že v Škofji Loki je telovadil pri Sokolu, po preselitvi pa je deloval v fantovskem odseku Prosvetnega društva. Ukvarjal se je z atletiko in bil član nogometnega kluba Zvezda.
Med vojno je bil mobiliziran v nemško vojsko, od tam mu je uspelo pobegniti in v začetku 1944 je odšel v Volksbank, ljudsko banko, kjer skrbi za storno.  